# 16 december
16 december is de 350e dag van het jaar (351e dag in een schrikkeljaar) in de gregoriaanse kalender. Hierna volgen nog 15 dagen tot het einde van het jaar.

## Gebeurtenissen
- Algemeen
  - 1631 - Grote uitbarsting van de vulkaan Vesuvius.[1]
  - 1811 - Zwaarste geregistreerde aardbeving in de Verenigde Staten, bij New Madrid (Missouri).
  - 1850 - Vier schepen arriveren in Lyttleton (Nieuw-Zeeland) om Christchurch te stichten.[1]
  - 1920 - Een aardbeving in Kansu in China (8,5 op de schaal van Richter) eist 180.000 levens.
  - 1960 - Een DC-8 van United Airlines en een Super-Constellation van TWA komen met elkaar in botsing boven New York waarbij 134 mensen omkomen.
  - 1985 - In New York worden de maffialeiders Paul Castellano en Thomas Bilotti doodgeschoten; opdrachtgever John Gotti wordt de leider van de machtige familie Gambino.
  - 1999 - Door modderstromen in Venezuela komen duizenden mensen om.
  - 2014 - Aanslag op school in Peshawar door Pakistaanse Taliban, waarbij 145 doden vallen waaronder 132 kinderen.
  - 2022 - Op een kampeerterrein bij de Maleisische stad Batang Kali (Hulu Selangor) vallen door een aardverschuiving ongeveer 20 doden.[2]

- Kunst en cultuur
  - 1893 - Wereldpremière van Antonín Dvořáks symfonie Uit de Nieuwe Wereld.[1]
  - 2023 - De Belgische kuststad Oostende start het eerbetoon Ensor 2024 aan de Belgische kunstenaar James Ensor met de expo Rose, Rose, Rose à mes yeux! James Ensor en het stilleven in België 1830-1930 in het Kunstmuseum aan Zee.[3]

- Infrastructuur
  - 2016 - De Koning Willem-Alexandertunnel wordt geopend voor verkeer.

- Media
  - 2006 - Talpa, de zender van John de Mol, verandert van naam. De nieuwe zendernaam is nu Tien.

- Oorlog
  - 1838 - Slag bij Bloedrivier: De Voortrekkers, Nederlandstalige Afrikaner boeren, onder leiding van Piet Retief verslaan de Zoeloes.[1]
  - 1864 - Slag bij Nashville: Noordelijke troepen van de Unie onder bevel van generaal George Henry Thomas verslaan de Geconfedereerden in David County (Tennessee).
  - 1944 - Begin van het Ardennenoffensief.[1]
  - 1944 - Een V-2-raket treft de Cinema Rex in Antwerpen waarbij 567 mensen omkomen.[1]
  - 1971 - Pakistan capituleert; waarna de volgende dag Bangladesh wordt opgericht.[1]
  - 1992 - Veiligheidstroepen in Colombia doden vijftien guerrillastrijders in gevechten met de linkse verzetsbewegingen ELN en FARC. De confrontaties volgen op een golf van bomaanslagen, waarbij tientallen gewonden vielen.
  - 1994 - Minder dan een jaar na hun vertrek uit Somalië keren Amerikaanse troepen terug naar het Oost-Afrikaanse land, om het vertrek van de resterende troepen van de Verenigde Naties te beschermen.
  - 1998 - In het kader van Operatie Desert Fox bombarderen Amerikaanse en Britse troepen doelen in Irak.[1]

- Politiek
  - 1255 - Bij huisverdrag (de Prima divisio) wordt het graafschap Nassau verdeeld tussen de broers Otto I en Walram II.
  - 1653 - Oliver Cromwell wordt 'Lord Protector' van Engeland, Schotland en Ierland.[1]
  - 1689 - Het Engelse parlement neemt de Bill of Rights aan.[1]
  - 1773 - De Boston Tea Party was een van de gebeurtenissen die leidden tot de Amerikaanse Revolutie. De Tea Party-beweging ontleent aan deze gebeurtenis haar naam.[4]
  - 1900 - Frankrijk en Italië sluiten een geheim verdrag om de invloedssfeer van beide landen in Noord-Afrika te verdelen.[1]
  - 1922 - Gabriel Narutowicz, de eerste president van Polen, wordt vermoord.[1]
  - 1959 - België belooft Belgisch-Congo de onafhankelijkheid.
  - 1981 - In Katowice in Polen wordt een opstand neergeslagen tegen de staat van beleg van het communistische regime. Negen mijnwerkers worden door de oproerpolitie doodgeschoten.
  - 1989 - Dictator-generaal Augusto Pinochet van Chili verliest de presidentsverkiezingen van de christendemocraat Patricio Aylwin.
  - 1990 - Na dertig jaar dictatuur wordt Jean-Bertrand Aristide gekozen als president van Haïti.
  - 1991 - De Algemene Vergadering van de Verenigde Naties verwerpt de stelling dat zionisme een vorm van racisme is met 111 tegen 25 stemmen, bij dertien onthoudingen.
  - 1998 - De voortvluchtige oud-president van Zimbabwe, Canaan Banana, wordt bij terugkeer uit Zuid-Afrika onder huisarrest geplaatst. Banana was in Zimbabwe bij verstek veroordeeld op grond van sodomie en homoseksuele aanranding.
  - 2011 - Rusland, Samoa, Montenegro en Vanuatu sluiten zich bij de Wereldhandelsorganisatie aan.
  - 2016 - In verschillende steden in Venezuela breken rellen uit. De bevolking is aan het plunderen geslagen bij gebrek aan geld om de boodschappen mee te betalen.

- Religie
  - 1545 - Paus Paulus III creëert vier nieuwe kardinalen, onder wie de Portugese aartsbisschop van Évora en latere koning Hendrik van Portugal (1578-1580).
  - 1929 - Paus Pius XI creëert zes nieuwe kardinalen, onder wie de Italiaanse nuntius in Duitsland Eugenio Pacelli, de latere paus Pius XII.
  - 2011 - De Commissie Deetman presenteert het eindrapport van het onderzoek naar seksueel misbruik binnen de katholieke kerk in Nederland. Het blijkt dat er in de periode tussen 1945 en 1985 duizenden kinderen ernstig zijn misbruikt. Hierbij waren circa 800 priesters en andere religieuzen betrokken.
  - 2023 - De rechtbank van Vaticaanstad legt de Italiaanse kardinaal Angelo Becciu een straf op van 5,5 jaar cel voor verduistering, onder meer vanwege een mislukte vastgoedinvestering in Londen, waarbij het Vaticaan zo'n 140 miljoen euro verlies heeft geleden. De kardinaal, de eerste die zich in Vaticaanstad voor een wereldlijke rechtbank moest verantwoorden, zal tegen de uitspraak in beroep gaan.[5][6]

- Sport
  - 1899 - Engelse immigranten richten de Italiaanse voetbalclub AC Milan op.
  - 1900 - Oprichting van de Duitse voetbalclub Alemannia Aachen.
  - 1930 - Oprichting hockeyclub MEP uit Boxtel.
  - 1933 - Abe de Vries en Sipke Castelein winnen de vijfde Elfstedentocht.
  - 1987 - Het Nederlands voetbalelftal sluit de kwalificatiereeks voor het EK voetbal 1988 af met een 3-0 zege op Griekenland. Invaller Hans Gillhaus scoort twee keer.[7]
  - 2007 - AC Milan wint in Yokohama de wereldbeker voor clubteams.
  - 2015 - De voormalige Europese bokskampioenen Rudi Koopmans en Alex Blanchard worden vanwege hun grote verdiensten tot erelid benoemd van de Nederlandse Boksbond.
  - 2018 - Het Belgisch mannen hockeyteam wordt voor het eerst wereldkampioen door, na shoot-outs, te winnen van het Nederlands team in India.
  - 2019 - PSV ontslaat haar hoofdtrainer Mark van Bommel.

- Wetenschap en technologie
  - 1910 - Henri Coandă maakt de eerste vlucht in een vliegtuig met straalmotor.[1]
  - 1954 - Productie van de eerste synthetische diamant, door Tracy Hall.
  - 1962 - Lancering van het Explorer 16 ruimtevaartuig. Doel van de missie: onderzoek naar micrometeoroïden nabij de Aarde.[8]
  - 1970 - Het Russische ruimteschip Venera is het eerste ruimteschip dat afdaalt in de atmosfeer van Venus.
  - 1990 - De eerste genetisch gemanipuleerde stier, stier Herman, komt ter wereld in Lelystad.
  - 1998 - Landing van spaceshuttle Endeavour op Kennedy Space Center (Florida) landingsbaan 15 waarmee na ruim 11 dagen en 19 uur een einde komt aan missie STS-88.[9]
  - 2000 - NASA meldt dat er een oceaan ligt onder het ijs van Ganymedes, de maan van Jupiter.

## Geboren

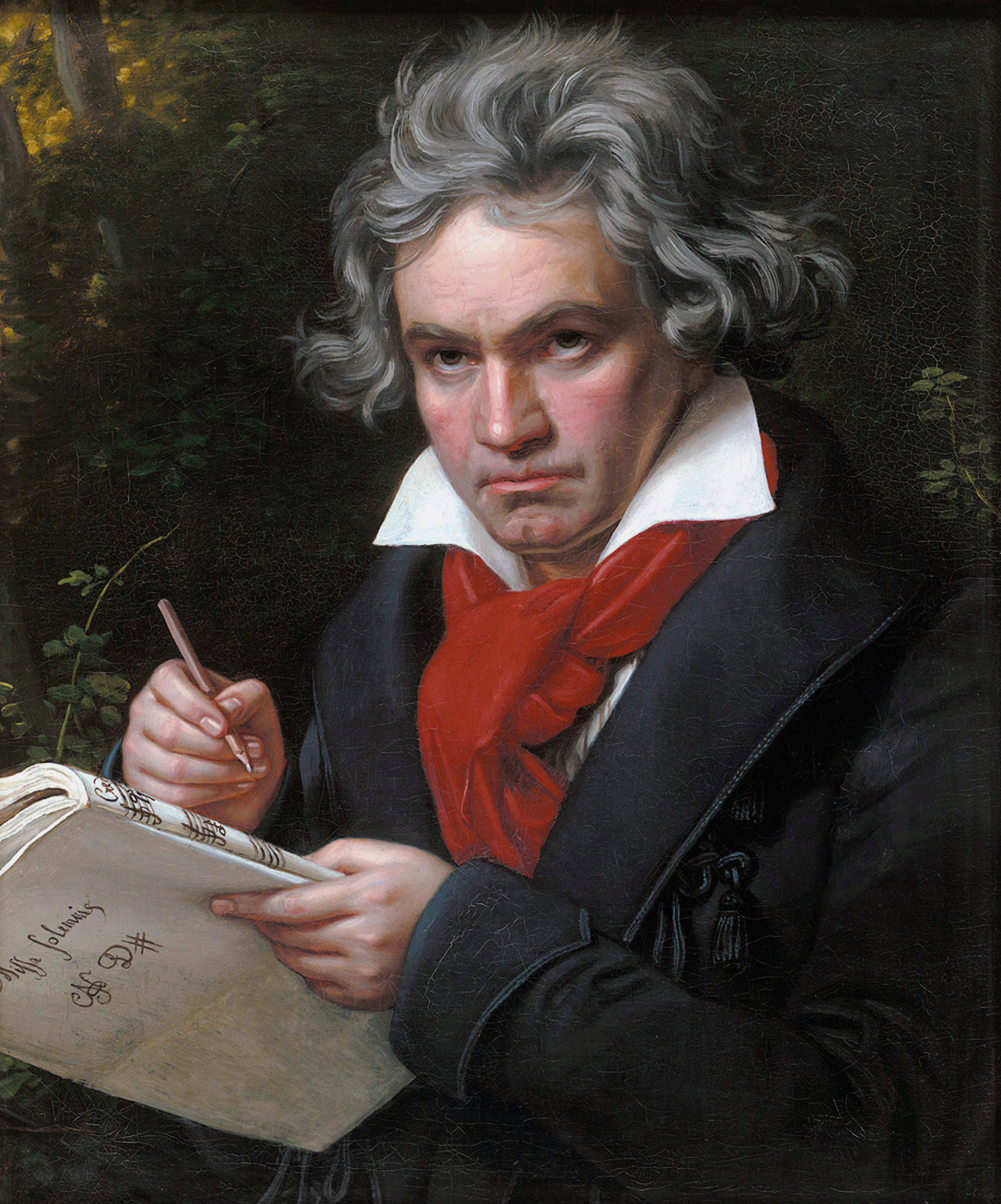
Ludwig van Beethoven
geboren in 1770, waarschijnlijk op 16 december

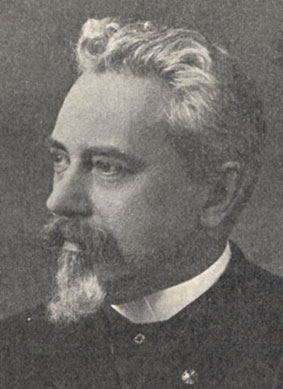
Theo de Meester
geboren in 1851

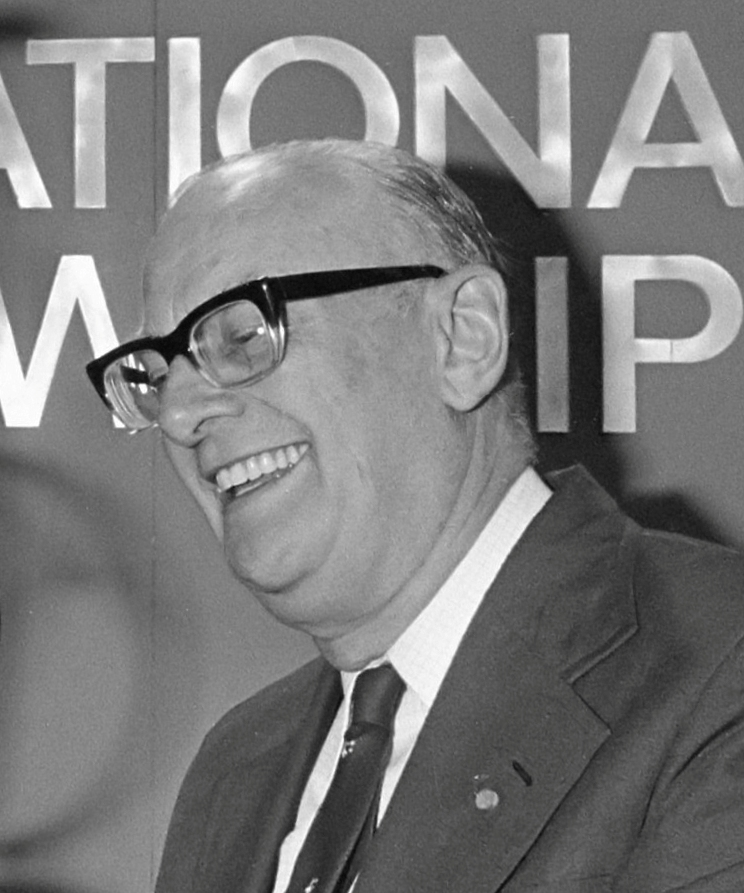
Arthur C. Clarke
geboren in 1917

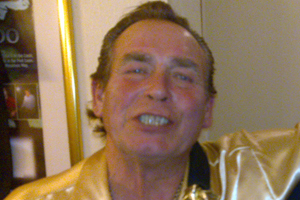
Bobby George
geboren in 1945

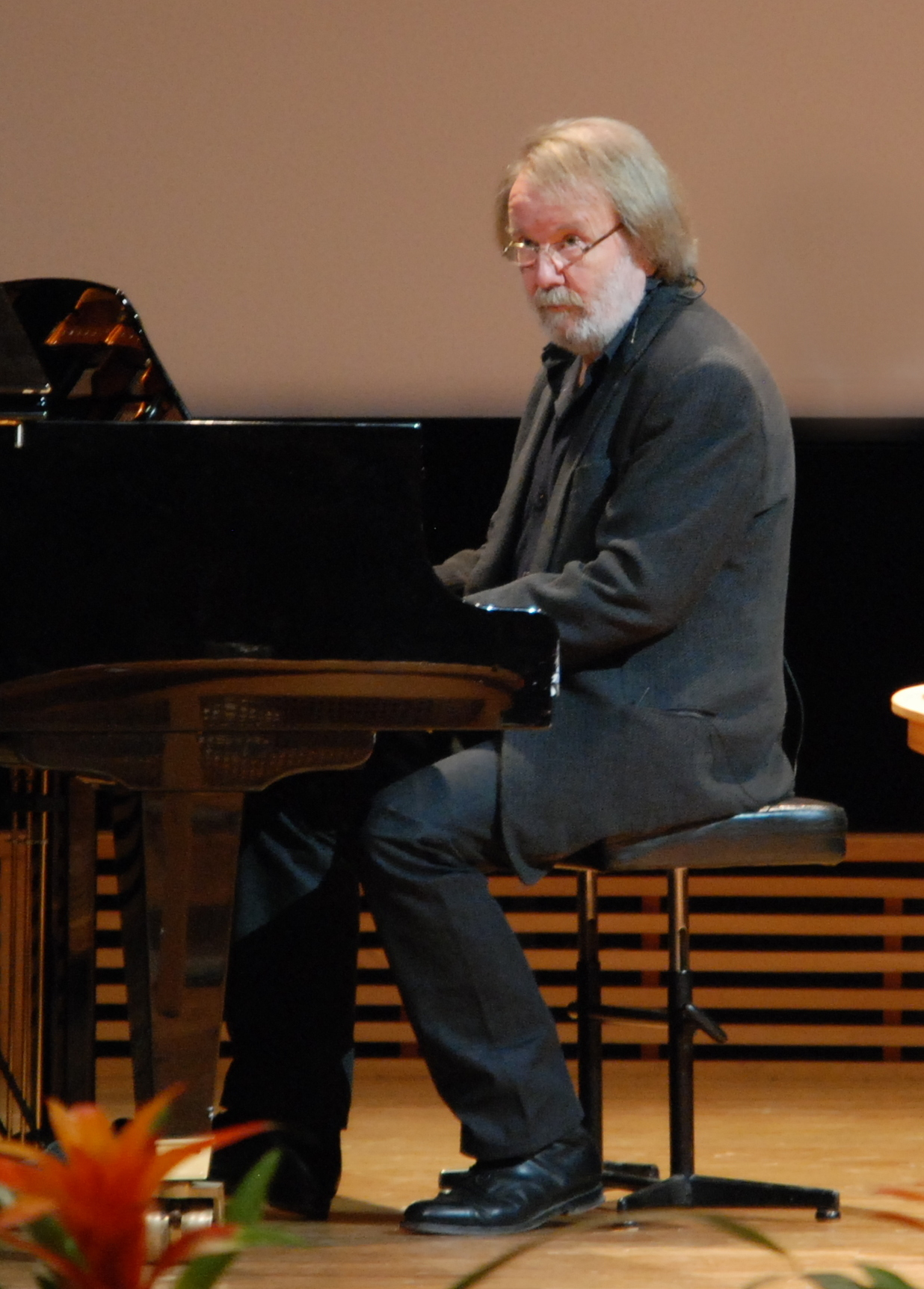
Benny Andersson
geboren in 1946

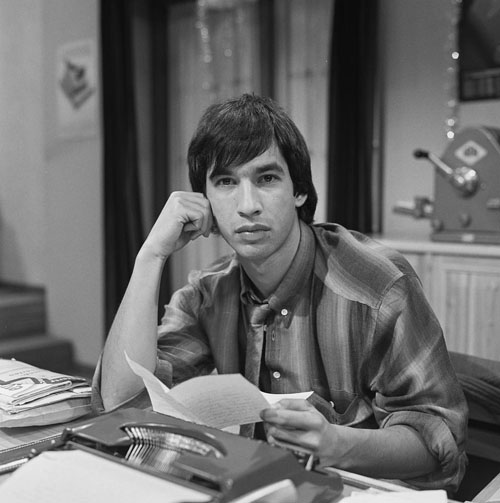
Pim Vosmaer
geboren in 1953

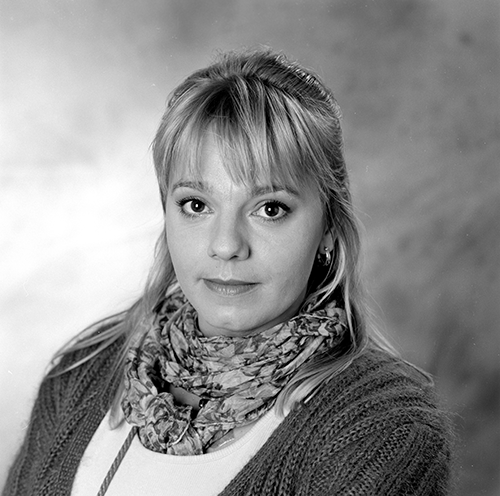
Marina de Graaf
geboren in 1959

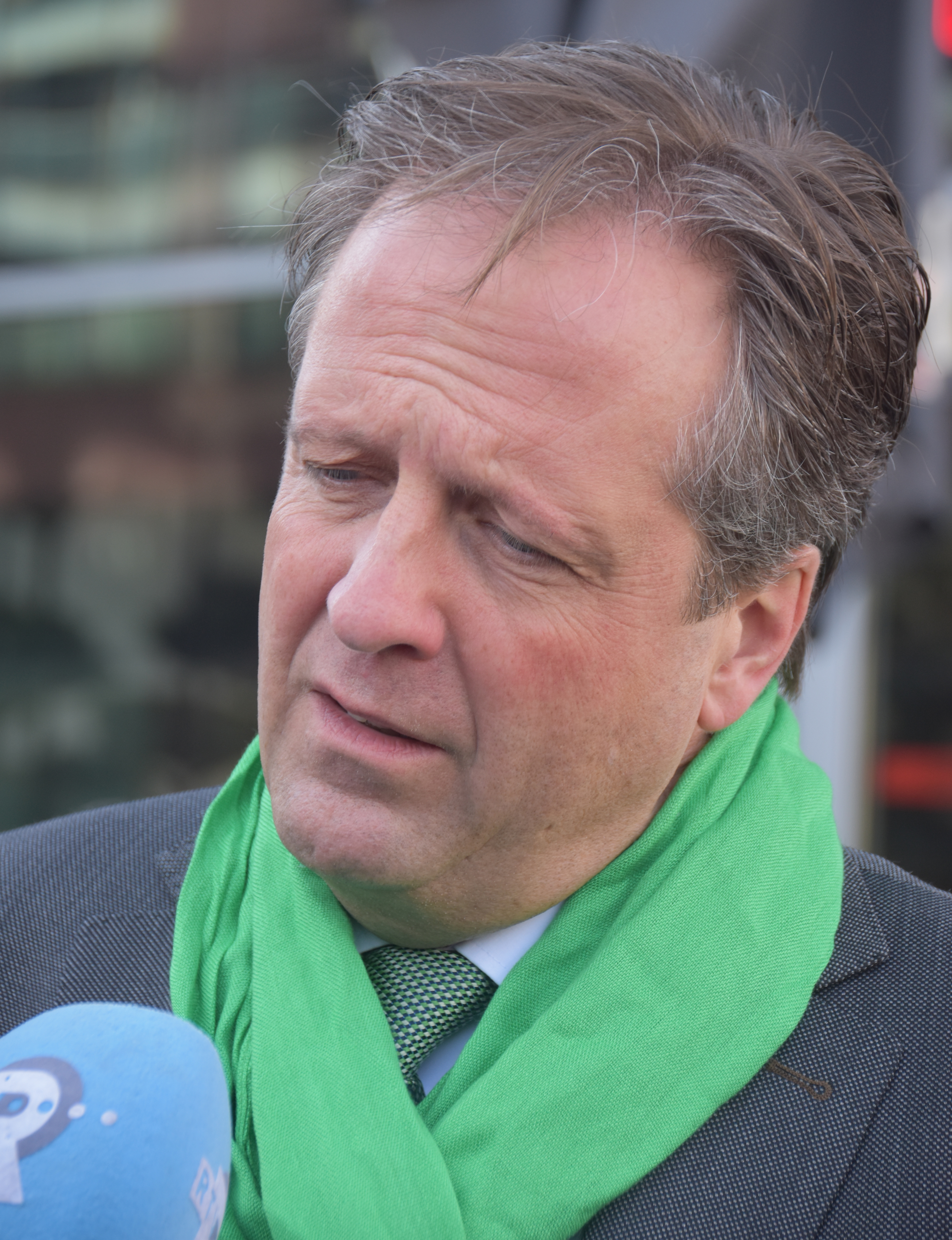
Alexander Pechtold
geboren in 1965

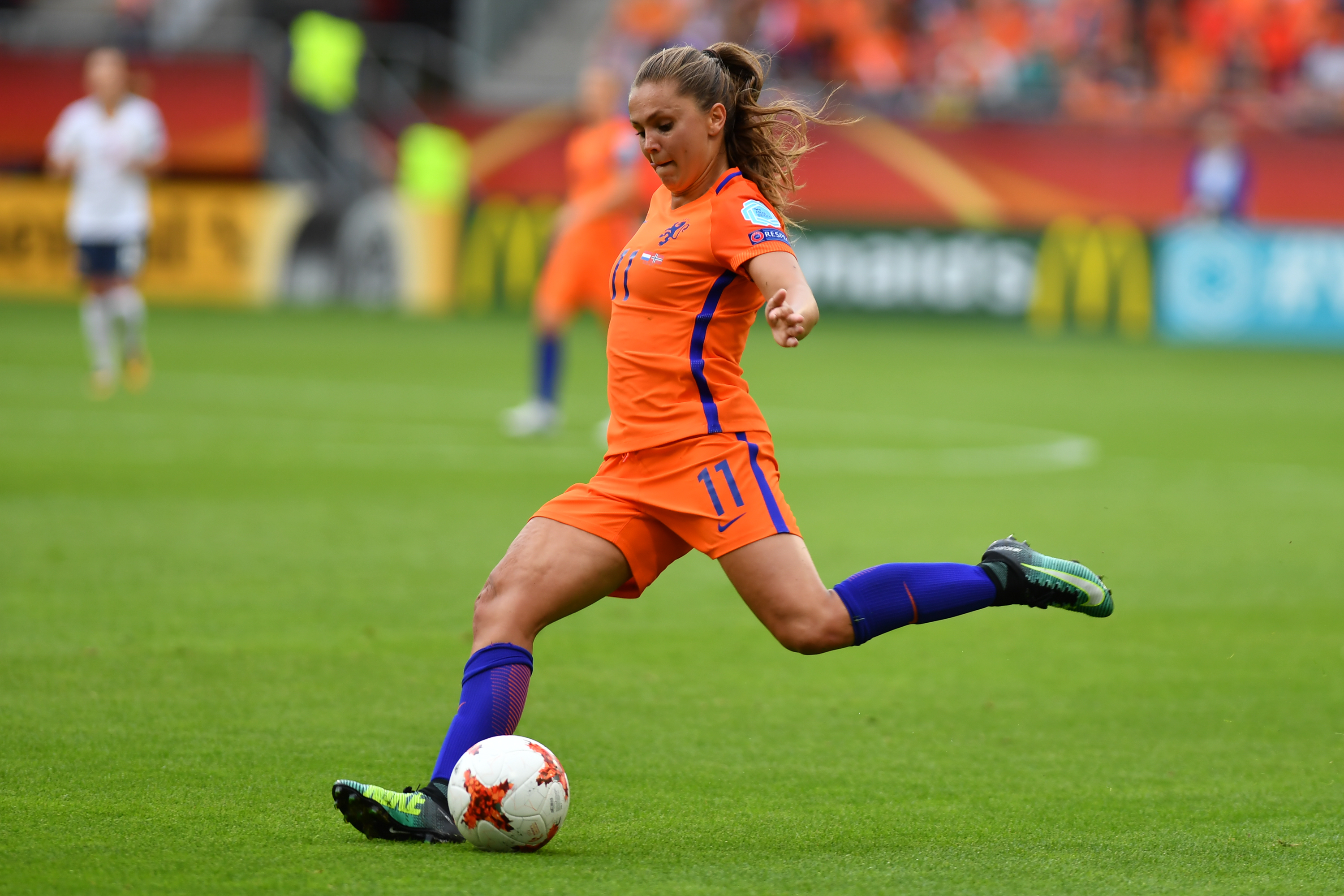
Lieke Martens
geboren in 1992

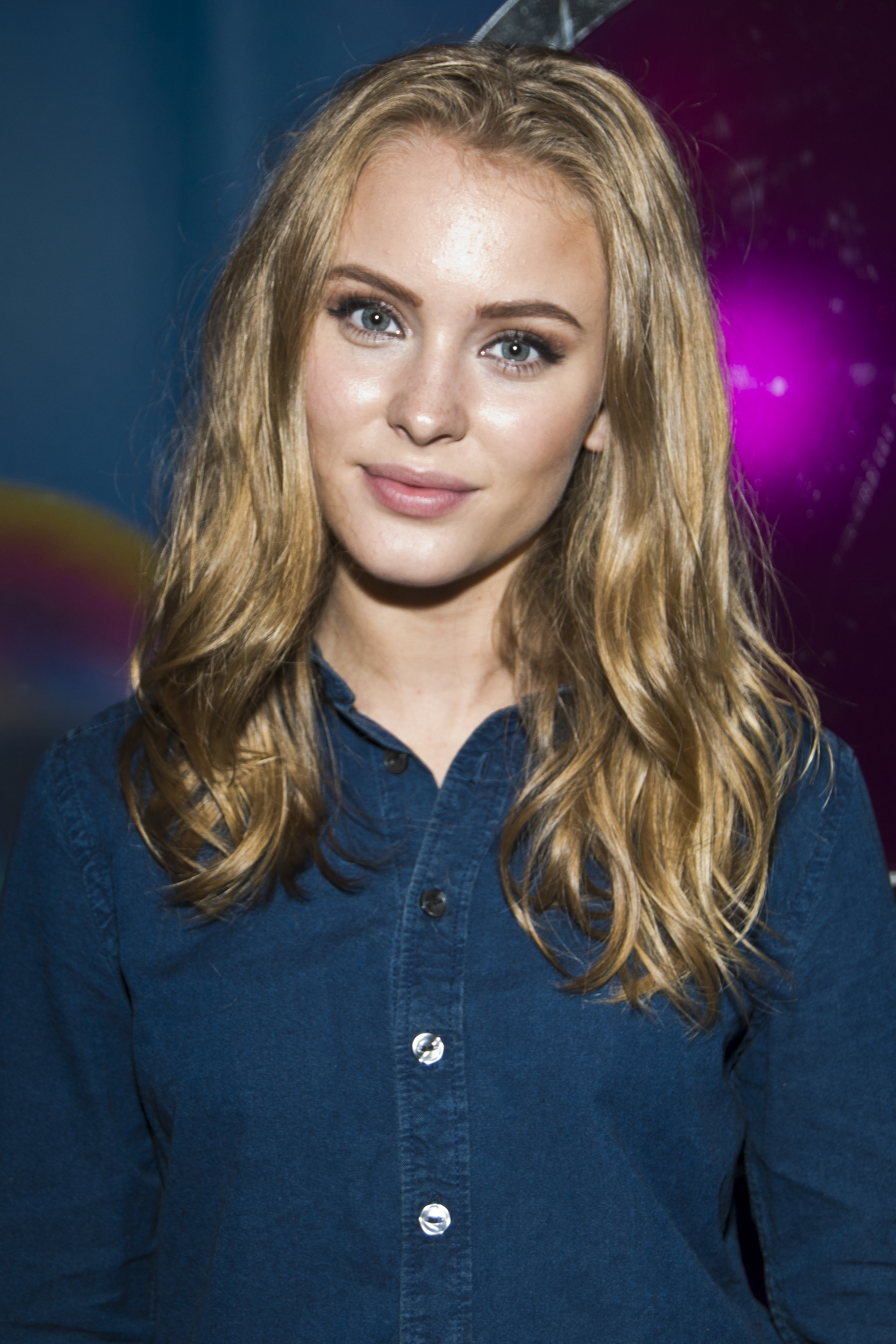
Zara Larsson
geboren in 1997

- 1485 - Catharina van Aragon, koningin van Engeland (overleden 1536)
- 1534 - Hans Bol, Belgisch-Nederlands kunstschilder (overleden 1593)
- 1622 - Koert Adelaer, Nederlands-Noors admiraal (overleden 1675)
- 1706 - Alexander Comrie, Schots-Nederlands predikant en theoloog (overleden 1774)
- 1730 - Diego Silang, Filipijns opstandelingenleider (overleden 1763)
- 1742 - Gebhard Leberecht von Blücher, Pruisisch veldmaarschalk (overleden 1819)
- 1770 - (vermoedelijk) Ludwig van Beethoven, Duits componist (overleden 1827)
- 1775 - Jane Austen, Brits schrijfster (overleden 1817)
- 1776 - Johann Wilhelm Ritter, Duits natuurkundige (overleden 1810)
- 1790 - Leopold I, Koning der Belgen (overleden 1865)
- 1806 - Anne Tjittes Reitsma, Nederlands dominee en schrijver (overleden 1880)
- 1808 - Jan Hendrik van Grootvelt, Nederlands kunstschilder en tekenaar (overleden 1855)
- 1811 - Thomas Adrianus Romein, Nederlands architect (overleden 1881)
- 1820 - Harm Cornelis Winters, Nederlands architect (overleden 1887)
- 1827 - Jean Abraham Chrétien Oudemans, Nederlands astronoom (overleden 1906)
- 1834 - Léon Walras, Frans econoom (overleden 1910)
- 1846 - Marie Popelin, Belgisch voortrekster van de vrouwenrechten (overleden 1913)
- 1851 - Theo de Meester, Nederlands topambtenaar, bestuurder en politicus (overleden 1919)
- 1857 - Edward Emerson Barnard, Amerikaans astronoom (overleden 1923)
- 1861 - Antonio de La Gandara, Frans schilder (overleden 1917)
- 1865 - Victor Rousseau, Belgisch beeldhouwer en tekenaar (overleden 1954)
- 1872 - Anton Denikin, Russisch (tsaristisch) generaal en commandant van de Witten tijdens de Russische Burgeroorlog. (overleden 1947)
- 1876 - Rodolphe William Seeldrayers, Belgisch sporter (overleden 1955)
- 1882 - Zoltán Kodály, Hongaars componist (overleden 1967)
- 1883 - Gustave Guillaume, Frans linguïst (overleden 1960)
- 1883 - Cyrille Van Hauwaert, Belgisch wielrenner (overleden 1973)
- 1883 - Max Linder (pseudoniem van Gabriel-Maximilien Neuvielle), Frans acteur (overleden 1925)
- 1887 - Åke Fjästad, Zweeds voetballer (overleden 1956)
- 1887 - Adone Zoli, Italiaans politicus (overleden 1960)
- 1888 - Alexander van Joegoslavië, koning (overleden 1934)
- 1888 - Ivan Osiier, Deens schermer (overleden 1965)
- 1896 - Norbert Brodine, Amerikaans fotograaf en filmer (overleden 1970)
- 1899 - Noël Coward, Brits toneelschrijver (overleden 1973)
- 1900 - V.S. Pritchett, Engels schrijver en literatuurcriticus (overleden 1997)
- 1901 - Margaret Mead, Amerikaans antropologe (overleden 1978)
- 1902 - Henk Keemink, Nederlands atleet (overleden 1985)
- 1903 - Harold Whitlock, Brits atleet (overleden 1985)
- 1905 - Piet Hein, Deens wetenschapper, wiskundige, uitvinder, schrijver en dichter (overleden 1996)
- 1907 - Barbara Kent, Canadees actrice (overleden 2011)
- 1910 - Piet Broos, Nederlands auteur en illustrator van jeugdliteratuur, cartoonist en striptekenaar. (overleden 1964)
- 1910 - Egill Jacobsen, Deens kunstschilder (overleden 1998)
- 1914 - Stans Scheffer, Nederlands zwemmer (overleden 1982)
- 1916 - Adriaan van der Veen, Nederlands schrijver (overleden 2003)
- 1917 - Sir Arthur C. Clarke, Brits sciencefictionschrijver (overleden 2008)
- 1918 - Pierre Delanoë, Frans tekstschrijver (overleden 2006)
- 1919 - Aguedo Agbayani, Filipijns afgevaardigde en gouverneur (overleden 2003)
- 1919 - Manke Nelis, Amsterdams zanger (overleden 1993)
- 1920 - Fritz Balogh, Duits voetballer (overleden 1951)
- 1920 - Les Leston, Brits autocoureur (overleden 2012)
- 1923 - Tip Marugg, Antilliaans schrijver en dichter (overleden 2006)
- 1923 - Menahem Pressler, Duits-Amerikaans pianist (overleden 2023)
- 1925 - Geir Hallgrímsson, IJslands politicus (overleden 1990)
- 1925 - Kerima Polotan-Tuvera, Filipijns schrijfster (overleden 2011)
- 1928 - Terry Carter, Amerikaans acteur (overleden 2024)
- 1928 - Philip K. Dick, Amerikaans sciencefictionschrijver (overleden 1982)
- 1929 - Wim Jongbloed, Nederlands jazzpianist en muziekarrangeur (overleden 1982)
- 1930 - Sam Most, Amerikaans musicus (overleden 2013)
- 1932 - Quentin Blake, Brits illustrator/auteur
- 1932 - Ted Easton (Theo van Est), Nederlands jazzmusicus (overleden 1990)
- 1932 - Rodion Sjtsjedrin, Russisch componist en pianist
- 1932 - Henry Taylor, Brits autocoureur (overleden 2013)
- 1933 - Gloria Romero, Filipijns actrice (overleden 2025)
- 1933 - Jo Toennaer, Nederlands voetballer (overleden 2024)
- 1933 - Willem Zuidwijk, Nederlands bestuurder en politicus (overleden 2021)
- 1935 - Nelson Pessoa, Braziliaans springruiter
- 1936 - Elisabeth Kopp, Zwitsers politica (overleden 2023)
- 1938 - Zbigniew Religa, Pools politicus (overleden 2009)
- 1938 - Liv Ullmann, Noors actrice
- 1939 - Philip Langridge, Brits tenor (overleden 2010)
- 1939 - Marte Röling, Nederlands actrice en beeldend kunstenares
- 1940 - Saimin Redjosentono, Surinaams docent en politicus (overleden 2024)
- 1940 - Dimitri van Toren, Nederlands zanger, kleinkunstenaar en componist (overleden 2015)
- 1941 - Peter Rock, Oost-Duits voetballer
- 1942 - Kries Mahadewsing, Surinaams minister (overleden 2013)
- 1943 - Steven Bochco, Amerikaans schrijver (overleden 2018)
- 1943 - Adrie Lasterie, Nederlands zwemster (overleden 1991)
- 1943 - Eric Lie, Surinaams taekwondoka (overleden 2022)
- 1944 - John Abercrombie, Amerikaans jazzgitarist (overleden 2017)
- 1944 - N!Xau, Namibisch acteur (overleden 2003)
- 1944 - Roeland Nolte, Nederlands hoogleraar scheikunde (overleden 2024)
- 1945 - Bobby George, Brits darter
- 1945 - Abdulkarim Soroush, Iraans filosoof
- 1946 - Benny Andersson, Zweeds muzikant
- 1946 - Adriaan van Dis, Nederlands schrijver en televisiepresentator
- 1946 - Henk Goedschalk, Surinaams bankier
- 1946 - Eduard Krieger, Oostenrijks voetballer (overleden 2019)
- 1947 - Ben Cross, Brits acteur (overleden 2020)
- 1947 - Jahangir Razmi, Iraans fotograaf
- 1947 - Michael Seyfrit, Amerikaans componist, muziekpedagoog en fluitist (overleden 1994)
- 1947 - Theo Vonk, Nederlands voetballer en trainer
- 1948 - Arnold Gerritsen, Nederlands burgemeester
- 1949 - Paul Aerts, Belgisch wielrenner
- 1949 - Billy Gibbons, Amerikaans gitarist en zanger
- 1949 - José Ramos-Horta, Oost-Timorees politicus en president; Nobelprijswinnaar in 1996
- 1950 - Roy Schuiten, Nederlands wielrenner en ploegleider (overleden 2006)
- 1951 - Robben Ford, Amerikaans gitarist
- 1952 - Francesco Graziani, Italiaans voetballer en voetbaltrainer
- 1952 - Jorge Luis Pinto, Colombiaans voetbaltrainer
- 1953 - Filip Bolluyt, Nederlands acteur
- 1953 - Pim Vosmaer, Nederlands acteur en regisseur
- 1955 - Prins Lorenz van België
- 1956 - Mike Gregory, Brits darter (overleden 2022)
- 1956 - Jean-Pierre Paumen, Belgisch atleet (overleden 2015)
- 1957 - Patricio Reyes, Chileens voetballer
- 1958 - Lucas Bolsius, Nederlands burgemeester
- 1958 - Marti ten Kate, Nederlands atleet
- 1959 - Michel Follet, Belgisch radio- en tv-presentator, auteur
- 1959 - Marina de Graaf, Nederlands actrice
- 1960 - Sid Eudy, Amerikaans professioneel worstelaar (overleden 2024)
- 1906 - Mark Wotte, Nederlands voetballer, voetbaltrainer en -bestuurder
- 1961 - Bill Hicks, Amerikaans stand-upcomedian (overleden 1994)
- 1961 - Annette Nijs, Nederlands politica
- 1962 - Maruschka Detmers, Nederlands actrice
- 1962 - Charly Mottet, Frans wielrenner
- 1962 - Melanie Smith, Amerikaans actrice
- 1962 - Dennis van Wijk, Nederlands voetballer en voetbalcoach
- 1963 - Benjamin Bratt, Amerikaans acteur
- 1963 - Tim Green, Amerikaans footballspeler en auteur
- 1963 - Frans Limburg, Nederlands zanger, acteur, muzikant en stemacteur
- 1963 - James Mangold, Amerikaans filmregisseur en scenarist
- 1964 - Roberto Conti, Italiaans wielrenner
- 1964 - Heike Drechsler, Duits atlete
- 1964 - Anfisa Reztsova, Russisch langlaufster en biatlete (overleden 2023)
- 1965 - Angelina Kanana, Keniaans atlete
- 1965 - Alexander Pechtold, Nederlands politicus
- 1965 - J.B. Smoove, Amerikaans (stem)acteur, filmproducent, scenarioschrijver en komiek
- 1966 - Paul McGinley, Iers golfprofessional
- 1966 - Dennis Wise, Engels voetballer en voetbaltrainer
- 1967 - Donovan Bailey, Jamaicaans-Canadees atleet
- 1967 - Miranda Otto, Australisch actrice
- 1968 - Kenneth Cobonpue, Filipijns meubelontwerper
- 1969 - Kristel Werckx, Belgisch wielrenner
- 1970 - Niko Eeckhout, Belgisch wielrenner
- 1970 - Jo Planckaert, Belgisch wielrenner
- 1971 - Scott Booth, Schots voetballer
- 1971 - Wim Feys, Belgisch wielrenner
- 1972 - Željko Kalac, Australisch voetballer
- 1972 - Julia Klöckner, Duits politica
- 1973 - Kristie Boogert, Nederlands tennisster
- 1974 - Rebecca Huys, Belgisch actrice
- 1974 - Nii Lamptey, Ghanees voetballer
- 1975 - Benjamin Kowalewicz, Canadees zanger
- 1977 - Teemu Kattilakoski, Fins langlaufer
- 1977 - Anu Nieminen, Fins badmintonspeelster
- 1978 - Samora Bergtop, Nederlands actrice
- 1978 - Brayton Biekman, Nederlands voetballer
- 1978 - Sylvia van Ommen, Nederlands illustratrice en cartooniste
- 1978 - Gunther Van Handenhoven, Belgisch voetballer
- 1979 - Trevor Immelman, Zuid-Afrikaans golfer
- 1980 - Sjors Brugge, Nederlands voetballer
- 1980 - Luc Schiltz, Luxemburgs acteur
- 1981 - Alphonse Leweck, Luxemburgs voetballer
- 1981 - Nick van der Velden, Nederlands voetballer
- 1981 - Theo James, Brits acteur
- 1983 - Francesco Failli, Italiaans wielrenner
- 1985 - Máximo Banguera, Ecuadoraans voetballer
- 1985 - Stanislav Manolev, Bulgaars voetballer
- 1985 - James Nash, Brits autocoureur
- 1987 - Mame Biram Diouf, Senegalees voetballer
- 1987 - Tim Rummens, Belgisch atleet
- 1988 - Paul Bennett, Brits roeier
- 1988 - Mats Hummels, Duits voetballer
- 1988 - Anna Popplewell, Brits actrice
- 1990 - Aziz Behich, Australisch voetballer
- 1991 - Mawouna Amevor, Nederlands voetballer
- 1991 - Kazuki Nagasawa, Japans voetballer
- 1992 - Chris Garia, Nederlands honkballer en atleet
- 1992 - Lieke Martens, Nederlands voetbalster
- 1992 - Tom Rogić, Australisch voetballer
- 1992 - Steeve Yago, Burkinees voetballer
- 1993 - Jyoti Amge, Indiaas persoon
- 1993 - Thiago Braz da Silva, Braziliaans atleet
- 1993 - Lisa Hauser, Oostenrijks biatlete
- 1993 - Kareena Lee, Australisch zwemster
- 1994 - Eugene Ansah, Ghanees voetballer
- 1994 - Nicola Murru, Italiaans voetballer
- 1994 - José Rodríguez, Spaans voetballer
- 1995 - Tyronne Ebuehi, Nederlands voetballer
- 1995 - Ryan Gauld, Schots voetballer
- 1996 - Wilfred Ndidi, Nigeriaans voetballer
- 1997 - Zara Larsson, Zweeds zangeres
- 1997 - Katharina Naschenweng, Oostenrijks voetbalster
- 1997 - Marcos Ramírez, Spaans motorcoureur
- 1998 - Casey Larson, Amerikaans schansspringer
- 1998 - Reece Oxford, Engels voetballer
- 2000 - Richard Verschoor, Nederlands autocoureur
- 2002 - Cornelia Kramer, Deens voetbalster
- 2002 - Victor Kristiansen, Deens voetballer
- 2005 - Clement Bischoff, Deens-Keniaans voetballer
- 2005 - Kamilla Melgård, Noors voetbalster
- 2008 - Joanne Ciconte, Australisch autocoureur

## Overleden

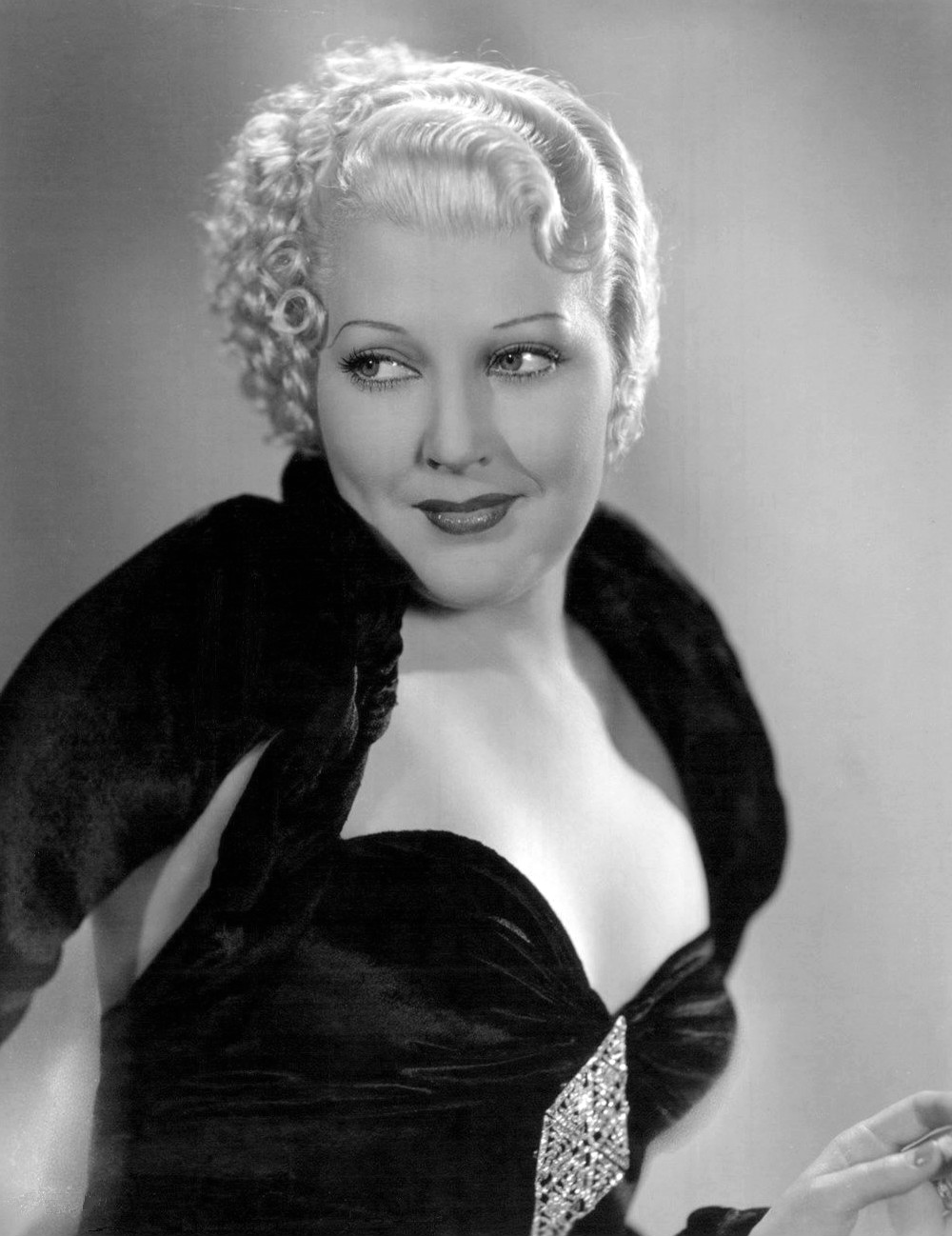
Thelma Todd
overleden in 1935

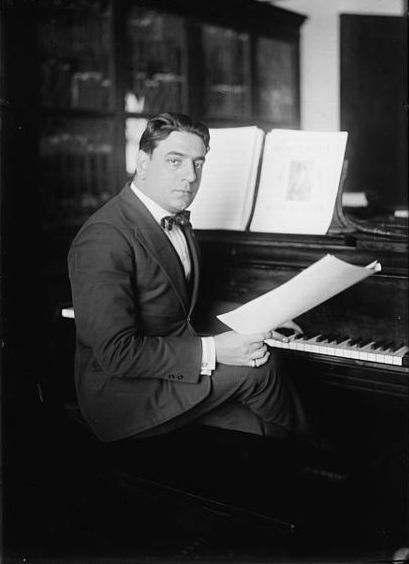
Tito Schipa
overleden in 1965

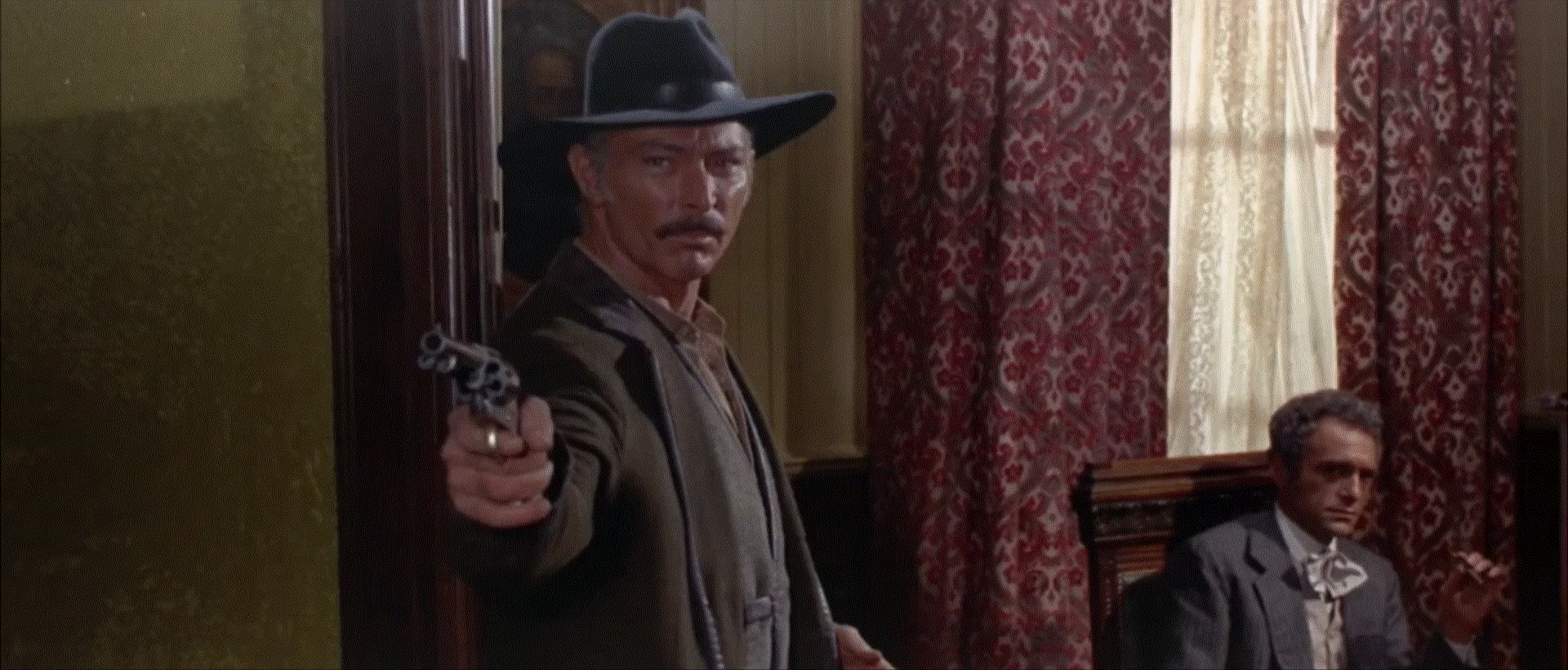
Lee Van Cleef
overleden in 1989

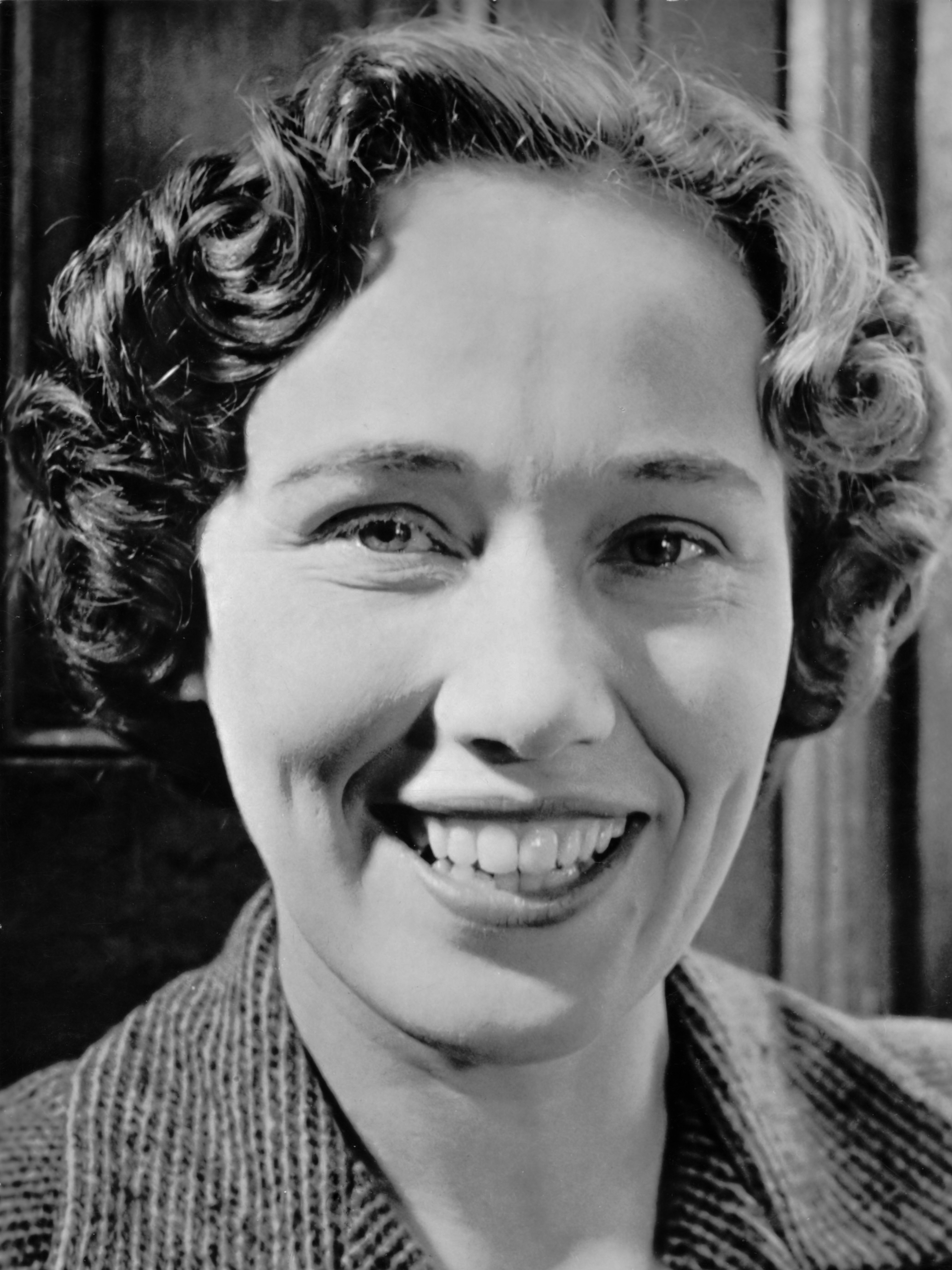
Aafje Heynis
overleden in 2015

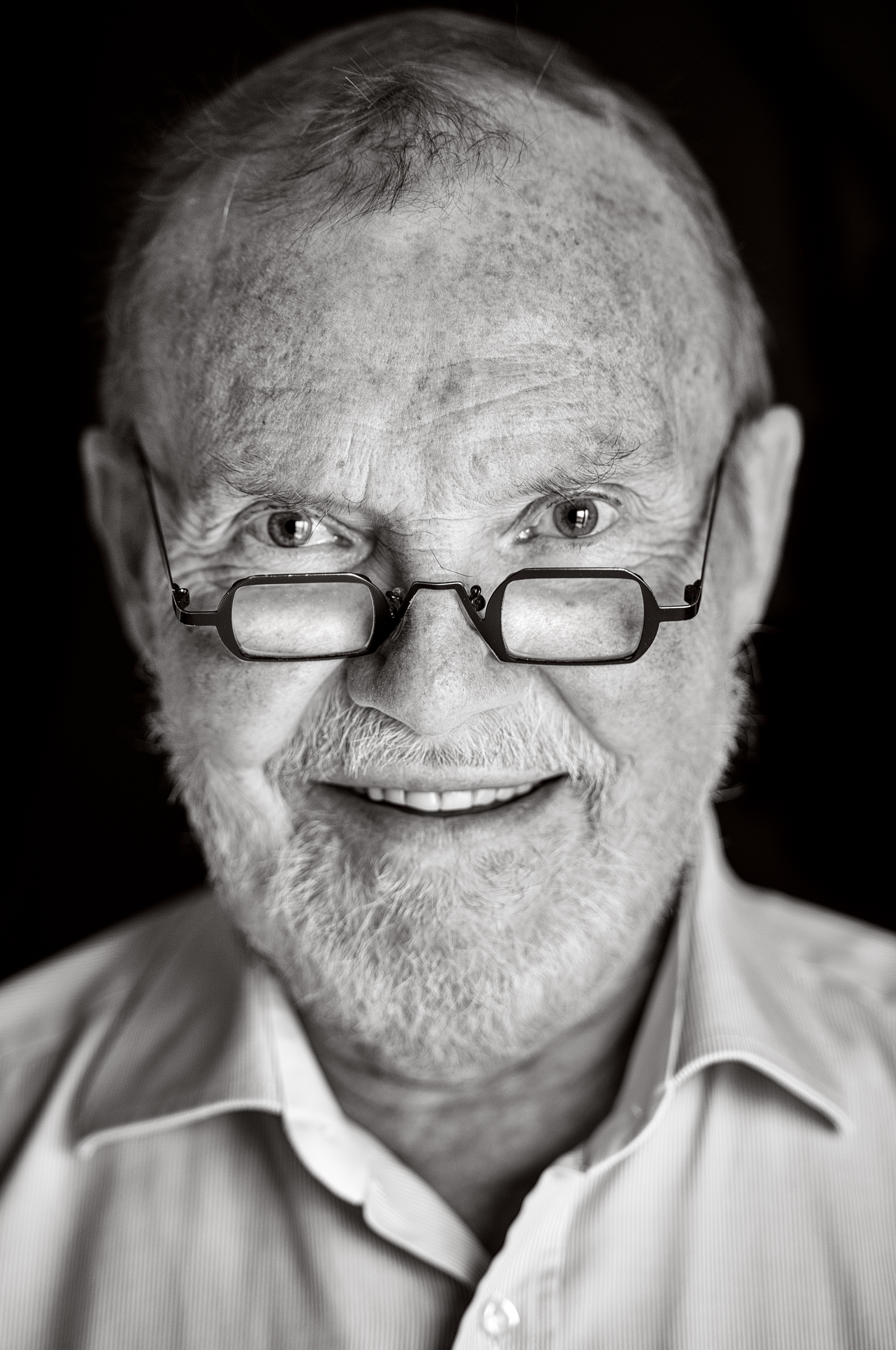
Eric Defoort
overleden in 2016

- 716 - Pepijn van Herstal (74 of 79), hofmeier aan het Merovingische hof, vader van Karel Martel
- 882 - Johannes VIII, paus van de Katholieke Kerk
- 999 - Sint-Adelaide van Italië (68)
- 1404 - Albrecht van Beieren (68), graaf van Holland
- 1774 - François Quesnay (80), Frans arts en econoom
- 1859 - Wilhelm Grimm (73), Duits folklorist
- 1909 - Omer Karel De Laey (33), Belgisch dichter en schrijver
- 1914 - Ivan Zajc (82), Kroatisch componist, muziekpedagoog en dirigent
- 1921 - Camille Saint-Saëns (86), Frans componist
- 1922 - Eliëzer Ben-Jehoeda (64), Litouws-Palestijns taalkundige
- 1922 - Margarethe Selenka (62), Duits wetenschapster
- 1932 - Arvid Fagrell (44), Zweeds voetballer
- 1935 - Albert Spear Hitchcock (70), Amerikaans botanicus (agrostoloog)
- 1935 - Thelma Todd (29), Amerikaans actrice
- 1945 - Fumimaro Konoe (54), Japans prins en premier
- 1962 - Lily Elsie (76), Engels actrice en zangeres
- 1963 - Jan Hesterman (70), Nederlands bokser
- 1965 - William Somerset Maugham (91), Brits schrijver
- 1965 - Salote Tupou III (65), 3e koningin van Tonga
- 1965 - Tito Schipa (76), Italiaans zanger
- 1970 - Pieter van der Meer de Walcheren (90), Nederlands dichter en schrijver
- 1973 - Antônio Fernandes (Antoninho) (52), Braziliaans voetballer en trainer
- 1975 - Luigi Platé (81), Italiaans autocoureur
- 1978 - Ernst Maisel (82), Duits generaal
- 1979 - Omer Corteyn (83), Belgisch atleet
- 1982 - Colin Chapman (54), Brits autocoureur en teameigenaar (Team Lotus)
- 1983 - Enrico Manfredini (61), Italiaans aartsbisschop van Bologna
- 1989 - Oscar Galvez (76), Argentijns autocoureur
- 1989 - Lee Van Cleef (64), Amerikaans acteur
- 1992 - Rinus Terlouw (70), Nederlands voetballer
- 1995 - Albert Alberts (84), Nederlands schrijver en vertaler
- 2001 - Stefan Heym (88), Duits schrijver en journalist
- 2005 - John Spencer (58), Amerikaans acteur
- 2006 - Chicho Jesurun (59), Nederlands-Antilliaans honkballer, honkbalcoach en sportjournalist
- 2006 - Rik Poot (82), Belgisch beeldhouwer
- 2007 - Dan Fogelberg (56), Amerikaans zanger
- 2007 - Oscar Verpoest (84), Belgisch dammer
- 2008 - Sam Bottoms (53), Amerikaans acteur
- 2008 - Andy Sierens (22), Belgisch rapartiest
- 2009 - Roy Edward Disney (79), Amerikaans zakenman (CEO The Walt Disney Company)
- 2012 - Iñaki Lejarreta (29), Spaans mountainbiker
- 2013 - Ray Price (87), Amerikaans countryzanger
- 2013 - Arie Vermeer (91), Nederlands voetballer
- 2014 - Kees van Overveld (57), Nederlands natuurkundige en universitair docent
- 2015 - Aafje Heynis (91), Nederlands zangeres
- 2015 - Jan Kerkhofs (91), Belgisch godsdienstsocioloog en jezuïet
- 2015 - Snuff Garrett (76), Amerikaans muziekproducent
- 2016 - Eric Defoort (73), Belgisch hoogleraar en politicus
- 2016 - Faina Melnik (71), Oekraïens discuswerpster
- 2017 - Sharon Laws (43), Brits wielrenster
- 2017 - Z'EV (66), Amerikaans dichter en muzikant
- 2018 - Mircea Petescu (76), Roemeens voetballer en voetbalcoach
- 2019 - Thijs Kwakkernaat (73), Nederlands voetballer
- 2020 - Flavio Cotti (81), Zwitsers politicus
- 2020 - Carl Mann (78), Amerikaans zanger en pianist
- 2020 - Adila Namazova (94), Azerbeidzjaans kinderarts en cardioloog
- 2021 - Theo de Boer (89), Nederlands filosoof en hoogleraar
- 2021 - Lucía Hiriart de Pinochet (98), Chileens presidentsvrouw
- 2021 - Walter Lang (60), Duits pianist
- 2021 - Trevor Pinch (69), Brits socioloog en muzikant
- 2021 - Jacques Timmermans (76), Belgisch politicus
- 2022 - Hans-Peter Hallwachs (84), Duits acteur
- 2022 - Paul De Keersmaeker (93), Belgisch politicus
- 2022 - Siniša Mihajlović (53), Servisch voetballer en voetbaltrainer
- 2022 - José María Sison (83), Filipijns schrijver en activist
- 2023 - Nawaf al-Ahmad al-Jaber al-Sabah (86), emir van Koeweit
- 2023 - Antonio Negri (90), Italiaans filosoof
- 2023 - Mathieu Segers (47), Nederlands historicus en hoogleraar
- 2024 - Anita Bryant (84), Amerikaans zangeres en antihomoactiviste
- 2024 - Wittekind zu Waldeck und Pyrmont (88), Duits prins

## Viering/herdenking
- Bahrein - Nationale feestdag
- Bangladesh - Overwinningsdag

Bahrein Nationale feestdag

Kazachstan Onafhankelijksdag

- Kazachstan - Onafhankelijkheidsdag
- Nepal - Grondwetsdag
- Zuid-Afrika - Verzoeningsdag
- Rooms-Katholieke kalender:
  - Heilige Adelheid van Bourgondië († 999)
  - Heilige Albina († ca. 250)
  - Zalige Eberhard van Friuli († ca. 866/7)
  - Heilige Profeet Haggai († 516 v.Chr.)
  - Heilige Adelardus van Cysoing († c. 875)
  - Zalige Ado van Vienne († 875)

## Weerextremen

### Nederland
| | Officiële records | Officiële records | Officiële records |      | Landelijke records | Landelijke records | Landelijke records    |
| Gebeurtenis | Jaar              | Extreem           | Locatie           | Jaar | Extreem            | Locatie            |                       |
| --- | ----------------- | ----------------- | ----------------- | ---- | ------------------ | ------------------ | --------------------- |
| Laagste etmaalgemiddelde temperatuur (°C) | 1946              | −8,3              | De Bilt           |      | 1981               | −13,4              | Leeuwarden            |
| Hoogste etmaalgemiddelde temperatuur (°C) | 1956              | 12,1              | De Bilt           |      | 1956 2015          | 12,5               | Gilze-Rijen Westdorpe |
| Laagste minimumtemperatuur (°C) | 1927              | −12,1             | De Bilt           |      | 1981               | −19,2              | Leeuwarden            |
| Hoogste minimumtemperatuur (°C) | 1956              | 10,9              | De Bilt           |      | 1956               | 10,9               | De Bilt               |
| Laagste maximumtemperatuur (°C) | 1920, 1981        | −5,3              | De Bilt           |      | 1981               | −8,5               | Eelde                 |
| Hoogste maximumtemperatuur (°C) | 1989              | 13,9              | De Bilt           |      | 1989               | 16,4               | Maastricht            |
| Hoogste uurgemiddelde windsnelheid (m/s) | 1910              | 18,0              | De Bilt           |      | 1982               | 23,1               | Huibertgat            |
| Hoogste windstoot (m/s) | 1956              | 24,2              | De Bilt           |      | 1982               | 29,8               | Huibertgat            |
| Langste zonneschijnduur (uur) | 2021-2022         | 6,8               | De Bilt           |      | 2022               | 7,0                | Westdorpe             |
| Langste neerslagduur (uur) | 1987              | 12,0              | De Bilt           |      | 2011               | 18,6               | Westdorpe             |
| Hoogste etmaalsom van de neerslag (mm) | 1993              | 13,8              | De Bilt           |      | 2011               | 44,8               | Westdorpe             |
| Laagste etmaalgemiddelde relatieve vochtigheid (%) | 1982              | 67                | De Bilt           |      | 2000               | 59                 | Vlissingen            |
| Laagste uurwaarde luchtdruk op zeeniveau (hPa) | 2011              | 971,6             | De Bilt           |      | 2011               | 968,7              | Maastricht            |
| Hoogste uurwaarde luchtdruk op zeeniveau (hPa) | 1946              | 1042,3            | De Bilt           |      | 1946               | 1044,8             | Eelde                 |
| Officiële records worden altijd gemeten op het KNMI-weerstation in De Bilt. Landelijke records kunnen worden gemeten op elk officieel KNMI-weerstation in Nederland. |                   |                   |                   |      |                    |                    |                       |

Uitzonderlijke gebeurtenissen
- 1909 - Officieel laagste minimumtemperatuur in °C van december dit jaar gemeten in De Bilt: −5,6
- 1920 - Officieel laagste minimumtemperatuur in °C van het jaar gemeten in De Bilt: −11,6
- 1920 - Officieel laagste maximumtemperatuur in °C van het jaar gemeten in De Bilt: −5,3
- 1957 - Officieel laagste minimumtemperatuur in °C van het jaar gemeten in De Bilt: −10,1
- 1975 - Officieel laagste minimumtemperatuur in °C van het jaar gemeten in De Bilt: −7,8
- 1990 - Officieel laagste minimumtemperatuur in °C van december dit jaar gemeten in De Bilt: −3,2
- 1999 - Officieel laagste minimumtemperatuur in °C van december dit jaar gemeten in De Bilt: −4,1
- 2013 - Officieel hoogste minimumtemperatuur in °C van december dit jaar gemeten in De Bilt: 7,9
- 2023 - Officieel hoogste uurwaarde luchtdruk op zeeniveau in hPa van december dit jaar gemeten in De Bilt: 1038,8 (voorlopig)
- 2023 - Landelijk hoogste uurwaarde luchtdruk op zeeniveau in hPa van december dit jaar gemeten in Maastricht: 1041,5 (voorlopig)

### België
Dagrecords
- 1890 - Laagste etmaalgemiddelde temperatuur −9,3 °C
- 1989 - Hoogste etmaalgemiddelde temperatuur 12,2 °C
- 1890 - Laagste minimumtemperatuur −12,4 °C
- 1989 - Hoogste maximumtemperatuur 16,7 °C. Dit is de hoogste maximumtemperatuur ooit in de maand december.
- 1974 - Hoogste etmaalsom van de neerslag 14,8 mm

Uitzonderlijke gebeurtenissen
- 1989 - Temperatuurmaxima tot 17,4 °C in Sint-Katelijne-Waver en 17,6 °C in Luik-Monsin.

<< · 1 · 2 · 3 · 4 · 5 · 6 · 7 · 8 · 9 · 10 · 11 · 12 · 13 · 14 · 15 · 16 · 17 · 18 · 19 · 20 · 21 · 22 · 23 · 24 · 25 · 26 · 27 · 28 · 29 · 30 · 31 · >>